# Cédric Delaplace
Pour les articles homonymes, voir Delaplace.
Cédric Delaplace, né le 5 avril 1992 à Valognes (Manche), est un coureur cycliste français. Il a notamment remporté le Championnat de France amateur en 2013. Il est le frère cadet d'Anthony Delaplace, professionnel dans l'équipe Arkéa-Samsic. Son autre frère Florian est un jeune handballeur cherbourgeois.

## Biographie
Cédric Delaplace porte les couleurs de l'équipe Sojasun espoir-ACNC entre 2011 et 2014.
En 2013, il s'adjuge le titre de champion de France amateur devant Clément Saint-Martin et Yann Guyot. Il succède à Jimmy Raibaud au palmarès de l'épreuve.
À la fin de la saison 2014 et après quatre années passées au sein de Sojasun espoir-ACNC Cédric Delaplace signe une  licence avec l'équipe bretonne du BIC 2000. Il souhaite que ce changement lui permette de trouver un contrat professionnel à la fin de l'année 2015,.
Au deuxième semestre 2017, il termine cinquième des Trois jours de Cherbourg.

## Palmarès
- 2009
  - 3e de la Flèche Plédranaise
- 2010
  - Boucles de Seine-et-Marne
  - 2e du Tour du Morbihan Juniors
  - 2e du Trio normand juniors
- 2011
  - 2e du Circuit des Matignon
- 2013
  -  Champion de France sur route amateurs
  - 3e épreuve du Maillot des Jeunes Léopards
  - Grand Prix de Domjean
  - 2e des Boucles de la Loire
  - 2e du Prix des Vins Nouveaux
  - 3e de Redon-Redon
  - 3e du Grand Prix de Guerville
  - 3e du Tour du Pays du Roumois
  - 3e du Trio normand
- 2014
  - Grand Prix de la Mine à Poullaouen
  - Grand Prix de Bricquebec
  - La Chaussaire
  - Grand Prix de Torigni
  - 3e du Tour de Normandie
- 2015
  - Grand Prix de Moyon
  - Grand Prix d'Avranches
  - 4e étape du Tour de la Dordogne
  - 1re étape des Trois Jours de Cherbourg
- 2016
  - Circuit des Deux Provinces
  - 3e du Saint-Brieuc Agglo Tour
- 2017
  - Grand Prix d'Yquelon
  - Grand Prix de Brissac-Quincé
  - 3e du Grand Prix de La Rouchouze
  - 3e du Grand Prix de la Tomate
- 2018
  - Plaintel-Plaintel
  - Tour de l'Ardèche méridionale
  - Grand Prix de Trévières
  - Grand Prix d'Avranches
  - 3e du Grand Prix de Saint-Hilaire-du-Harcouët
- 2019
  - Champion de Normandie sur route
  - A2H Classic
  - Critérium Nant'Est
  - Nocturne de la Haye-du-Puits
  - Grand Prix de la Saint-Anne
  - 2e du Tour du Pays du Roumois
  - 3e de la Vienne Classic
  - 3e du Prix des Vendanges
- 2022
  - Grand Prix de la Sainte-Anne
  - Criterium de Bricquebec
  - Circuit des Bruyères

## Classements mondiaux
| Année           | 2014   | 2015 |
| --------------- | ------ | ---- |
| UCI Europe Tour | 1 057e | nc   |